# Mouvement communiste international

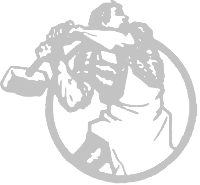
Logo de la troisième Internationale.

Le terme de « mouvement communiste international » est une expression générique désignant les différentes formes d'organisations ayant réuni, au-delà des frontières étatiques, les différents partis et États communistes au sein d'un ensemble d'alliances et de structures alignées politiquement sur l'URSS. Les régimes communistes fidèles à la ligne soviétique ont constitué, durant la guerre froide, l'ensemble informel connu sous le nom de Bloc de l'Est, réuni sur le plan économique par le Conseil d'assistance économique mutuelle, formé en 1949 et sur le plan militaire par le Pacte de Varsovie, formé en 1955. Par ailleurs, un ensemble d'accords de coopération politique, militaire et économique ont lié entre eux les États et les partis communistes alignés sur l'URSS. Certains États proches de l'URSS ont fait partie du Mouvement des non-alignés. À partir de la rupture sino-soviétique, la République populaire de Chine se trouve dans une posture de rivalité vis-à-vis de l'URSS et influence les mouvements maoïstes, sans disposer du même nombre d'États-clients que Moscou. La République populaire socialiste d'Albanie a rompu avec l'URSS pour s'aligner sur la Chine, avant de rompre également avec celle-ci et de se trouver dans une position d'isolement, n'influençant que quelques groupes très minoritaires au niveau international. La Yougoslavie a d'abord constitué un pivot du mouvement communiste en accueillant le premier siège du Kominform mais a rompu dès 1948 avec l'URSS pour occuper ensuite une place à part.
D'autres courants se réclamant du communisme mais opposées à l'URSS, ont, au fil des décennies, animé des structures internationales, mais sans pouvoir rivaliser avec la sphère d'influence soviétique : l'Opposition communiste internationale, le Centre marxiste révolutionnaire international, la Quatrième Internationale (trotskiste), la Gauche communiste, le courant pro-albanais, etc.
Les Conférences internationales des partis communistes et ouvriers, réunissant des partis d'orientation communiste issus de divers pays, sont par ailleurs régulièrement organisées depuis 1998.

## Étapes de la mutation du mouvement communiste international

### Le Komintern (1919-1943)
Le Komintern (contraction russe d'Internationale communiste) ou « IIIe Internationale » est la première structure institutionnelle du mouvement communiste international. Dirigé par le Parti communiste de l'Union soviétique et Staline, le Komintern rassemblait les partis communistes ayant rompu avec les partis socialistes. Cette structure est très centralisée et hiérarchisée.
Le Komintern est dissous en 1943 afin de ne pas contrarier les alliés de l'URSS lors de la Seconde Guerre mondiale.

### Autonomie contrôlée et dirigée (1943-1947)
Pendant la Seconde Guerre mondiale les partis communistes privilégient l'aspect patriotique et national. Pour autant, le pilotage depuis Moscou reste omniprésent.

### Le Kominform (1947-1956)
Le Kominform (contraction en russe de bureau d'information) est l'organisation qui, dans un contexte de guerre froide, va réunir les principaux partis communistes européens. Structure très stalinienne, le Kominform est très centralisé, mais ne dispose pas réellement d'institutions, confortant ainsi son image d'organisation dans l'ombre.
Le Kominform n'aura plus réellement d'existence à partir de la mort de Staline en 1953.

### Les conférences mondiales des Partis communistes (1957-1969)
Le cycle des conférences mondiales des PC représente une forme plus souple d'organisation du communisme international qui rassemblent entre 60 et 80 PC.
Les conférences se déroulent à Moscou, mais le PCUS perd de plus en plus d'influence sur le mouvement. En effet, les PC asiatiques, conduits par le Parti communiste chinois, le quittent dès 1965.

### Conférences internationales des partis communistes et ouvriers (à partir de 1998)
Les Conférences internationales des partis communistes et ouvriers, communément appelées Solidnet en anglais et réseau de solidarité en français, ont été initiées en 1998, quand le Parti communiste de Grèce a invité des partis d'orientation communiste à participer à une conférence annuelle où les partis pourraient se réunir pour partager leurs expériences et émettre une déclaration commune. En décembre 2009, les partis communistes et ouvriers ont décidé la création de la Revue communiste internationale, qui est éditée annuellement en anglais et espagnol et dispose d'un site Web.

## Organisations proches
- La Fédération syndicale mondiale est une internationale syndicale fondée à Paris en 1945, sur les restes de l'Internationale syndicale rouge. Son siège est maintenant à Athènes. Après avoir été l’internationale syndicale la plus importante, elle fut un moment marginalisée par rapport à la Confédération syndicale internationale. Cependant, on note depuis l'arrivée en 2005 de la nouvelle direction élue au Congrès de la Havane, un regain de dynamisme à la FSM. La phase de recul consécutive à l'effondrement de l'Union Soviétique semble avoir laissé la place à une nouvelle phase d'expansion. La FSM gagne à nouveau du terrain sur la plupart des continents et en premier lieu dans les pays dits du "Tiers-monde". En Europe, elle souffre cependant de la désaffiliation des grandes confédérations françaises et italiennes (CGT et CGIL), bien que certaines de leurs fédérations soient toujours membres de la FSM. On observe au sein de la CGT la ré-adhésion de certaines fédérations (à l'image de la Fédération de la chimie) où certains syndicats d'entreprise à la FSM.
- La Fédération mondiale de la jeunesse démocratique (FMJD), est considérée par les Nations unies comme organisation non gouvernementale représentative de la jeunesse internationale. La FMJD fut longtemps financée principalement par les pays communistes, elle était alors souvent considérée comme une « organisation communiste de masse », jouant un rôle similaire à l'ancienne Internationale communiste des jeunes. Après une dure crise à la chute de l'URSS, qui l'a privée d'une grande partie de ses ressources, elle a repris de son importance en se redéployant grâce à des dons de ses organisations membres ou de gouvernement engagés dans la lutte anti-impérialiste (Afrique du Sud, Cuba, Venezuela, Équateur, etc.).
- Le Conseil mondial de la paix est une organisation internationale qui a pour objectif la lutte pour la paix, le désarmement général et les droits fondamentaux contre l'impérialisme. Le Conseil, qui fut longtemps sous obédience communiste, est l'émanation des directions nationales des mouvements de la paix de tous les pays. Après avoir longtemps siégé à Helsinki, le Conseil mondial de la paix dispose depuis 2000 d'un nouveau siège à Athènes et collabore souvent avec l'ONU. Entre 1996 et 2000 lorsque le Mouvement de la Paix français assumait le secrétariat exécutif, le siège a été transféré quelques années à Paris. Ses actions les plus récentes ont concerné la guerre en Yougoslavie (années 1990) et la guerre en Irak. Le CMP a créé des prix internationaux de la paix, décernés depuis 1950 pour les meilleures productions artistiques concourant à consolider la paix entre les peuples.
- L'Association internationale des juristes démocrates est une organisation internationale d'associations de juristes. Fondée le 24 octobre 1946 à Paris, pendant la guerre froide elle était sous le contrôle de l'Union soviétique. L'A.I.J.D. jouit d'un statut consultatif près le Conseil Économique et Social des Nations unies (ECOSOC), de l'UNESCO et de l'UNICEF. L'association veut Faciliter le contact et l'échange de points de vue entre les juristes et les Associations de juristes de tous les pays et favoriser la compréhension et l'entente entre eux. Encourager dans le domaine du droit, l'apprentissage et la pratique des principes de démocratie pour le maintien de la paix entre les Nations. Rétablir, défendre et développer les droits démocratiques et les libertés dans la législation et la pratique. Promouvoir l'indépendance de tous et n'opposer aucune restriction envers celle-ci à travers les lois ou dans la pratique. Défendre et promouvoir l'homme et les droits de l'homme. Promouvoir la préservation de l'écologie et un environnement sain. Lutter pour une stricte conformité à la légalité et pour l'indépendance de l'organisation judiciaire et des professions juridiques. Défendre les droits de l'homme pour le développement et la création de conditions économiques égales, de progrès scientifiques et de ressources naturelles.